# Amphipyra grisea
Amphipyra grisea là một loài bướm đêm trong họ Noctuidae.